# Moedas de euro maltesas
O Euro (EUR ou €) é a moeda comum para as nações que pertencem à União Europeia e que aderiram à zona Euro. As moedas de euro têm dois lados diferentes: um lado comum, europeu, mostrando o valor da moeda, e um lado nacional, mostrando um desenho escolhido pelo país membro da UE onde a moeda foi cunhada. Cada país membro tem um ou vários desenhos únicos a esse país.
Para visualizar as imagens do lado comum e para ter uma descrição detalhada das moedas, ver moedas de euro.

As moedas de euro maltesas têm três desenhos diferentes: um para cada série de moedas. As de 1, 2 e 5 cêntimos retratam o Templo de Mnajdra, o desenho das moedas de 10, 20 e 50 cêntimos trazem o brasão de armas de Malta e, por último, as moedas de 1 e 2 euros retratam a Cruz de Malta. Em todos os desenhos estão representadas as doze estrelas da UE.
Malta adotou o euro como sua moeda oficial em 1 de Janeiro de 2008.
| € 0,01                      | € 0,02 | € 0,05                                                                              |
| --------------------------- | ------ | ----------------------------------------------------------------------------------- |
|                             |        |                                                                                     |
| O Templo de Mnajdra.        |        |                                                                                     |
| € 0,10                      | € 0,20 | € 0,50                                                                              |
|                             |        |                                                                                     |
| O Brasão de Armas de Malta. |        |                                                                                     |
| € 1,00                      | € 2,00 | € 2 (rebordo)                                                                       |
|                             |        | O rebordo da moeda apresenta o número "2" seis vezes alternado com a Cruz de Malta. |
| A Cruz de Malta.            |        |                                                                                     |